# Myxobolus spinacurvatura
Myxobolus spinacurvatura là một loài động vật thân nhớt thuộc họ Myxobolidae, có ở Địa Trung Hải và tây bắc Thái Bình Dương. M. spinacurvatura là một loài ký sinh trên loài cá đối đầu dẹt, Mugil cephalus. M. spinacurvatura cũng thường ký sinh trên vật chủ cùng lúc với nhiều loài khác cùng chi như M. bizerti, M. ichkeulensis, và M. episquamalis.